# Melanotmethis fuscipennis
Melanotmethis fuscipennis is een rechtvleugelig insect uit de familie Pamphagidae. De wetenschappelijke naam van deze soort is voor het eerst geldig gepubliceerd in 1889 door Redtenbacher.